# Alf Dyblie
Alf Dyblie ist ein ehemaliger norwegischer Skispringer.
Dyblie startete ab der Saison 1993/94 im Continental Cup (COC). Im ersten jahr konnte er mit 16 Punkten am Ende den 127. Platz in der COC-Gesamtwertung belegen.
In der Weltcup-Saison 1994/95 wurde Dyblie für drei Skiflug-Wettbewerbe in Vikersund und Oberstdorf in den A-Nationalkader aufgenommen und konnte dabei in Vikersund mit einem 29. und einem 20. Platz seine ersten und einzigen Weltcup-Punkte gewinnen. Am Ende der Saison stand er auf dem 76. Platz der Weltcup-Gesamtwertung. Im Continental Cup erreichte er mit insgesamt 77 Punkten den 96. Platz in der Gesamtwertung. Bei der Norwegischen Meisterschaft 1995 in Oslo gewann er hinter Lasse Ottesen und Helge Brendryen die Bronzemedaille auf der Großschanze. In den folgenden Jahren konnte Dyblie keine nennenswerten Erfolge erzielen. Nach dem Ende der Saison 1997/98 beendete er daraufhin seine aktive Skisprungkarriere.